# S.C.U.M.
S.C.U.M är ett brittiskt rockband från London. Gruppen består av Thomas Cohen, Bradley Baker, Samuel Kilcoyne, Huw Webb och Melissa Rigby. De tidigare medlemmarna var Ruaridh Connellan och Joseph Williams.
Bandet splittrades 2013. Melissa Rigby, Huw Webb och Bradley Baker bildade en ny grupp kallad Astral Pattern.

## Diskografi
Album
- 2011 – Again Into Eyes

EPs
- 2011 – Whitechapel
- 2011 – Amber Hands
- 2012 – Faith Unfolds
- 2012 – Lost EP

Singel
- 2008 – "Visions Arise"